# Донабейт

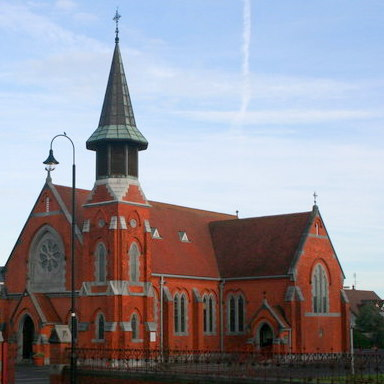
Католическая церковь в Донабейте

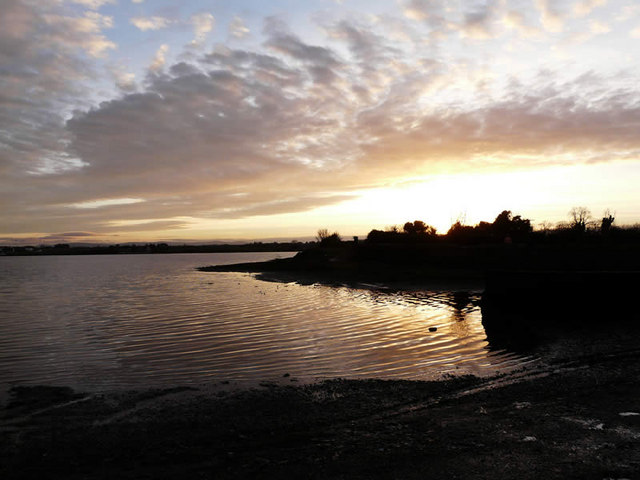
Зимний вид на эстуарий Бродмедоу

Донабейт (англ. Donabate; ирл. Domhnach Bat) — (переписной) посёлок в Ирландии, находится в графстве Фингал (провинция Ленстер).
Донабейт расположен в 20 километрах к северо-востоку от Дублина, на одном полуострове с другим переписным посёлком Портрейн графства Фингал. Данный полуостров находится на восточном побережье Ирландии между эстуариями Роджерстауна с севера и Бродмедоу — с юга. Ранее посёлок входил в состав бывшего Дублинского графства.

## Демография
Население — 5499 человек (по переписи 2006 года). В 2002 году население составляло 3854 человек.
Данные переписи 2006 года:
| Общие демографические показатели |               |                               |                               |      |      |
| Всё население                    | Всё население | Изменения населения 2002—2006 | Изменения населения 2002—2006 | 2006 | 2006 |
| 2002                             | 2006          | чел.                          | %                             | муж. | жен. |
| 3854                             | 5499          | 1645                          | 42,7                          | 2667 | 2832 |

В нижеприводимых таблицах сумма всех ответов (столбец «сумма»), как правило, меньше общего населения населённого пункта (столбец «2006»).
| Религия (Тема 2 — 5 : Число людей по религиям, 2006) |             |                |             |            |       |      |
| Католики, чел.                                       | Католики, % | Другая религия | Без религии | не указано | сумма | 2006 |
| 4620                                                 | 84,0        | 466            | 331         | 82         | 5499  | 5499 |

| Этно-расовый состав (Этничность. Тема 2 — 3 : Постоянное население по этническому или культурному происхождению, 2006) |            |              |       |        |        |            |       |       |
| Белые ирландцы | Лухт-шулта | Другие белые | Негры | Азиаты | Другие | Не указано | сумма | 2006  |
| 4654 | 11         | 424          | 99    | 67     | 98     | 95         | 5448  | 5499  |
| Доля от всех отвечавших на вопрос, %                                                                                   |            |              |       |        |        |            |       |       |
| 85,4 | 0,2        | 7,8          | 1,8   | 1,2    | 1,8    | 1,7        | 100   | 99,11 |

1 — доля отвечавших на вопрос о языке от всего населения.
| Владение ирландским языком (Тема 3 — 1 : Число людей от 3 лет и старше по способности говорить по-ирландски, 2006) |      |            |       |       |
| Владеете ли Вы ирландским языком?                                                                                  |      |            |       |       |
| Да | Нет  | Не указано | сумма | 2006  |
| 1961 | 3025 | 80         | 5066  | 5499  |
| Доля от всех отвечавших на вопрос о языке, %                                                                       |      |            |       |       |
| 38,7 | 59,7 | 1,6        | 100   | 92,11 |

1 — доля отвечавших на вопрос о языке от всего населения.
| Использование ирландского языка (Тема 3 — 2 : Говорящие по-ирландски от 3 лет и старше по частоте использования ирландского языка, 2006) |                                                            |                                               |                                               |                                               |                                               |                                               |       |                                     |      |
| Как часто и где Вы говорите по-ирландски?                                                                                                |                                                            |                                               |                                               |                                               |                                               |                                               |       |                                     |      |
| ежедневно, только в образовательных учреждениях                                                                                          | ежедневно, как в образовательных учреждениях, так и вне их | в других местах (вне образовательной системы) | в других местах (вне образовательной системы) | в других местах (вне образовательной системы) | в других местах (вне образовательной системы) | в других местах (вне образовательной системы) | сумма | всего, отвечавших на вопрос о языке | 2006 |
| ежедневно, только в образовательных учреждениях                                                                                          | ежедневно, как в образовательных учреждениях, так и вне их | ежедневно                                     | каждую неделю                                 | реже                                          | никогда                                       | не указано                                    | сумма | всего, отвечавших на вопрос о языке | 2006 |
| 711 | 23                                                         | 25                                            | 102                                           | 575                                           | 502                                           | 23                                            | 1961  | 5066                                | 5499 |
| Доля от всех отвечавших на вопрос о языке, %                                                                                             |                                                            |                                               |                                               |                                               |                                               |                                               |       |                                     |      |
| 14,0 | 0,5                                                        | 0,5                                           | 2,0                                           | 11,4                                          | 9,9                                           | 0,5                                           | 38,7  | 100                                 |      |

| Типы частных жилищ (Тема 6 — 1(a) : Число частных домовладений по типу размещения, 2006) |          |         |                 |            |       |      |
| Отдельный дом                                                                            | Квартира | Комната | Переносные дома | не указано | сумма | 2006 |
| 1547                                                                                     | 295      | 1       | 0               | 35         | 1878  | 5499 |

## Транспорт

### Железнодорожный

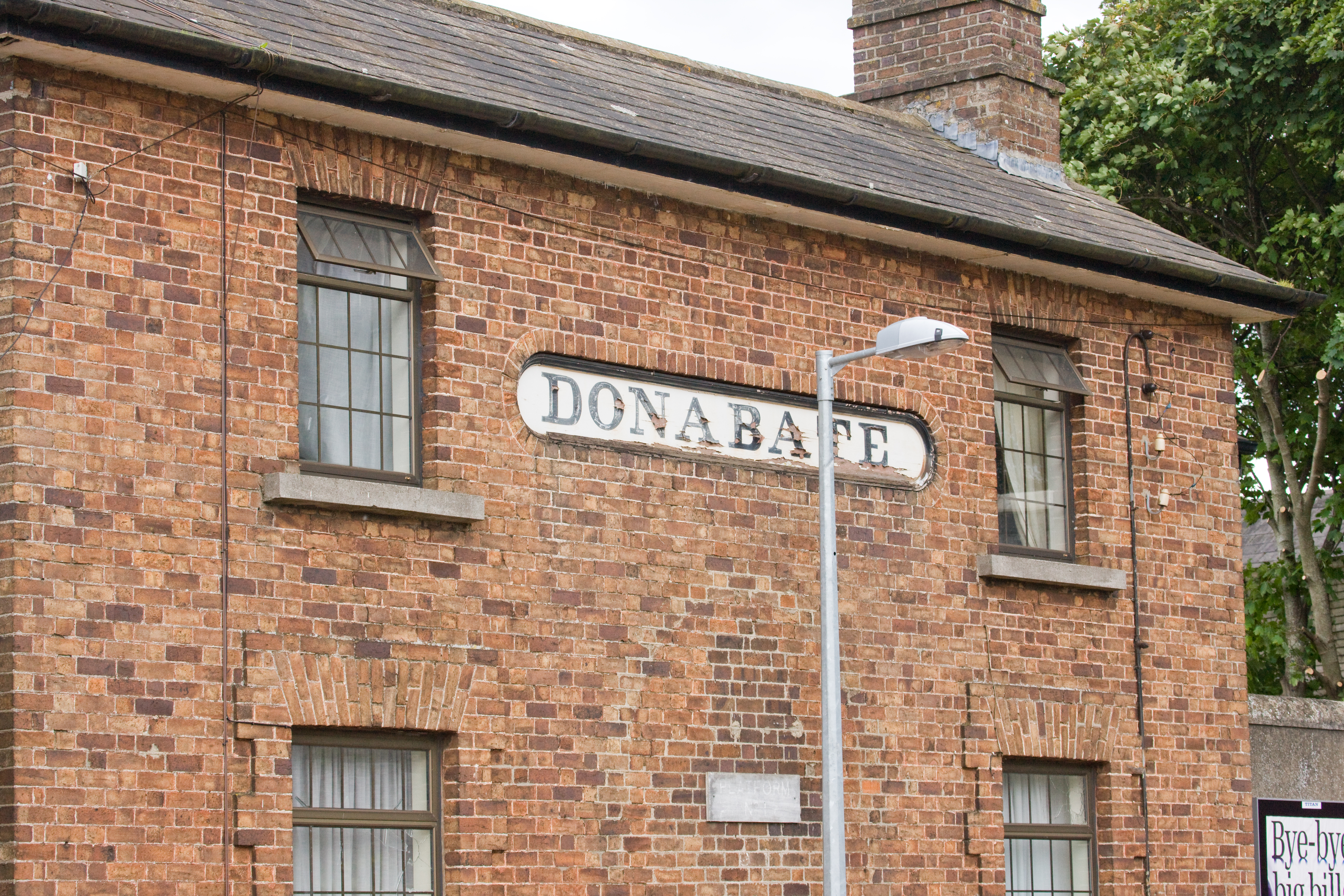
Железнодорожный вокзал

Расположенная в центре посёлка железнодорожная станция Донабейт является частью магистральной железнодорожной линии Дублин-Белфаст и обслуживается управлением участка дороги к северу от посёлка между Дублином и Дандолком. Национальная программа развития инфраструктуры страны «Транспорт 21» предусматривает электрификацию участка железной дороги от посёлка Махалайд до города Балбригган через Донабейт к середине 2015 года.

### Автомобильный
Через посёлок проходит автодорога R126 регионального значения, соединяющая посёлок Портрейн с автомагистралью M1. Между Портрейном и посёлком Сордс с остановкой в Донабейте работает регулярный автобусный маршрут 33B компании Dublin Bus.